# Flick of the Switch/Monsters of Rock Tour
Flick of the Switch/Monsters of Rock Tour – ósma trasa koncertowa grupy muzycznej AC/DC, w jej trakcie odbyło się sześćdziesiąt siedem koncertów.

## Program koncertów

### Flick of the Switch Tour
1. "Guns For Hire"
2. "Shoot To Thrill"
3. "Sin City"
4. "This House is on Fire" lub "Bedlam in Belgium" lub "Rising Power" lub "Badlands" lub "Nervous Breakdown"
5. "Back in Black"
6. "Bad Boy Boogie"
7. "Rock And Roll Ain’t Noise Pollution"
8. "Flick of the Switch"
9. "Hells Bells"
10. "The Jack"
11. "Dirty Deeds Done Dirt Cheap"
12. "Highway To Hell"
13. "Whole Lotta Rosie"
14. "Let There Be Rock"
15. "T.N.T."
16. "You Shook Me All Night Long" (rzadziej grane)
17. "For Those About You (Rock Salute Tour)"

### Monsters of Rock Tour
1. "Guns For Hire"
2. "Shoot To Thrill"
3. "Sin City"
4. "Shot Down in Flames" (rzadziej grane)
5. "Back In Black"
6. "Rock And Roll Ain’t Nose Pollution"
7. "Bad Boy Boogie"
8. "Flick of the Switch"
9. "Hells Bells"
10. "The Jack"
11. "Have a Drink on Me" (rzadziej grane)
12. "This House in on Fire" (tylko 11 sierpnia 1984) oraz "Jailbreak" (tylko 19 stycznia 1985)
13. "Dirty Deeds Done Dirt Cheap" (rzadziej grane)
14. "Highway To Hell"
15. "Whole Lotta Rosie"
16. "Let There Be Rock"

### Bisy
1. "T.N.T."
2. "You Shook Me All Night Long" (tylko 11 sierpnia 1984)
3. "For Those About To Rock (We Salute You)"

## Lista koncertów

### Flick of the Switch Tour
1. 11 października 1983 – Vancouver, Kanada – Pacific National Exhibition Coliseum
2. 13 października 1983 – Tacoma, Waszyngton, USA – Tacoma Dome
3. 14 października 1983 – Portland, Oregon, USA – Memorial Coliseum
4. 17 października 1983 – Inglewood, Kalifornia, USA – Kia Forum
5. 18 października 1983 – Inglewood, Kalifornia, USA – The Forum
6. 19 października 1983 – Daly City, Kalifornia, USA – Cow Palace
7. 22 października 1983 – Tempe, Arizona, USA – Compton Terrace Amphitheatre
8. 23 października 1983 – Albuquerque, Nowy Meksyk, USA – Tingley Coliseum
9. 24 października 1983 – Denver, Kolorado, USA – McNichols Sports Arena
10. 25 października 1983 – Albuquerque, Nowy Meksyk, USA – Tingley Coliseum
11. 26 października 1983 – Kansas City, Missouri, USA – Kemper Arena
12. 27 października 1983 – Dallas, Teksas, USA – Reunion Arena
13. 29 października 1983 – Austin, Teksas, USA – Frank Erwin Center
14. 30 października 1983 – Houston, Teksas, USA – The Summit
15. 1 listopada 1983 – Memphis, Tennessee, USA – Mid-South Coliseum
16. 2 listopada 1983 – St. Louis, Missouri, USA – St. Louis Arena
17. 3 listopada 1983 – Indianapolis, Indiana, USA – Market Square Arena
18. 4 listopada 1983 – Notre Dame, Indiana, USA – Edmund P. Joyce Center
19. 6 listopada 1983 – Saint Paul, Minnesota, USA – St. Paul Civic Center
20. 7 listopada 1983 – Peoria, Illinois, USA – Peoria Civic Center
21. 8 listopada 1983 – Omaha, Nebraska, USA – Omaha Civic Auditorium
22. 9 listopada 1983 – Rosemont, Illinois, USA – Rosemont Horizon
23. 11 listopada 1983 – Cincinnati, Ohio, USA – Riverfront Coliseum
24. 12 listopada 1983 – Lexington, Kentucky, USA – Rupp Arena
25. 13 listopada 1983 – Roanoke, Wirginia, USA – Roanoke Civic Center
26. 14 listopada 1983 – Filadelfia, Pensylwania, USA – Philadelphia Spectrum
27. 15 listopada 1983 – Filadelfia, Pensylwania, USA – Philadelphia Spectrum
28. 16 listopada 1983 – Evansville, Indiana, USA – Roberts Municipal Stadium
29. 17 listopada 1983 – Detroit, Michigan, USA – Joe Louis Arena
30. 18 listopada 1983 – Detroit, Michigan, USA – Joe Louis Arena
31. 20 listopada 1983 – Atlanta, Georgia, USA – Omni Coliseum
32. 21 listopada 1983 – Atlanta, Georgia, USA – The Omni Coliseum
33. 22 listopada 1983 – Birmingham, Alabama, USA – Birmingham-Jefferson Convention Complex
34. 23 listopada 1983 – Biloxi, Missisipi, USA – Mississippi Coast Coliseum
35. 25 listopada 1983 – Pembroke Pines, Floryda, USA – Hollywood Sportatorium
36. 26 listopada 1983 – Lakeland, Floryda, USA – Lakeland Civic Center
37. 27 listopada 1983 – Columbia, Karolina Południowa, USA – Carolina Coliseum
38. 28 listopada 1983 – Hampton, Wirginia, USA – Hampton Coliseum
39. 30 listopada 1983 – Pittsburgh, Pensylwania, USA – Pittsburgh Civic Arena
40. 1 grudnia 1983 – Buffalo, Nowy Jork, USA – Buffalo Memorial Auditorium
41. 2 grudnia 1983 – Worcester, Massachusetts, USA – Worcester Centrum
42. 3 grudnia 1983 – Worcester, Massachusetts, USA – Worcester Centrum
43. 4 grudnia 1983 – Hartford, Connecticut, USA – Hartford Civic Center
44. 5 grudnia 1983 – Nowy Jork, Nowy Jork, USA – Madison Square Garden
45. 6 grudnia 1983 – Providence, Rhode Island, USA – Providence Civic Center
46. 8 grudnia 1983 – Uniondale, Nowy Jork, USA – Nassau Coliseum
47. 9 grudnia 1983 – East Rutherford, New Jersey, USA – Meadowloands Arena
48. 10 grudnia 1983 – New Haven, Connecticut, USA – New Haven Coliseum
49. 11 grudnia 1983 – Landover, Maryland, USA – Capital Centre
50. 12 grudnia 1983 – Landover, Maryland, USA – Capital Centre
51. 14 grudnia 1983 – Richfield, Ohio, USA – Richfield Coliseum
52. 15 grudnia 1983 – Toronto, Kanada – Maple Leaf Gardens
53. 16 grudnia 1983 – Montreal, Kanada – Montreal Forum
54. 18 grudnia 1983 – Uniondale, Nowy Jork, USA – Nassau Coliseum
55. 19 grudnia 1983 – Nowy Jork, Nowy Jork, USA – Madison Square Garden

### Monsters of Rock Tour
1. 11 sierpnia 1984 – San Sebastián, Hiszpania – Velódromo do Anoeta
2. 18 sierpnia 1984 – Castle Donington, Anglia – Donington Park
3. 25 sierpnia 1984 – Sztokholm, Szwecja – Stadion Råsunda
4. 31 sierpnia 1984 – Winterthur, Szwajcaria – Stadion Schützenwiese
5. 1 września 1984 – Karlsruhe, Niemcy Zachodnie – Wildparkstadion
6. 2 września 1984 – Norymberga, Niemcy Zachodnie – Stadion am Dutzendeich
7. 5 września 1984 – Rzym, Włochy – Nettudio Stadio Comunale
8. 7 września 1984 – Turyn, Włochy – Stadio Olimpico di Torino
9. 11 września 1984 – Paryż, Francja – Palais Omnisports de Paris-Bercy
10. 12 września 1984 – Lyon, Francja – Halle Tony Garnier

### Rock in Rio
1. 15 stycznia 1985 – Rio de Janeiro, Brazylia – Cidade do Rock
2. 19 stycznia 1985 – Rio de Janeiro, Brazylia – Cidade do Rock